# Hjalmar Söderberg (företagsledare)
Karl Hjalmar Söderberg, född 9 november 1859 i Arboga, död 20 september 1933 i Uppsala, var en svensk företagare, fabrikör och målare. Söderberg grundade konfektionsföretaget Hjalmar Söderberg, Herrkonfektions- och Ekiperingsaffär, som under 1900-talets första hälft var ett av de största inom branschen i Sverige.

## Biografi
Söderberg var son till skrivläraren Carl Alfred Söderberg och Christina Charlotta Årman och gift med Elin Lundecrantz. Efter att han arbetat några år som godsförvaltare blev han kompanjon med sin far i en affärsrörelse i Uppsala. Söderberg öppnade 1 september 1885 en garn- och vävnadsaffär på Vaksalagatan 13 i Uppsala, vid den plats där Uppsala stadshus idag är beläget. Affären utvidgades med tiden till att omfatta konfektion, handväveri, mekaniskt väveri och syfabrik. Efter att affärsverksamheten hade vuxit flyttade affären till större lokaler på samma gata, men nummer 15 istället för nummer 13. 1896 flyttade verksamheten vidare till Dragarbrunnsgatan 65, och blev där Uppsalas största konfektionsföretag. När han 1907 sålde sitt företag räknades det som ett av de största i Sverige inom sitt område.
Tio år senare, 1907, bildades ur verksamheten ett bolag, som fick firmanamnet Hjalmar Söderberg, Herrkonfektions- och Ekiperingsaffär. 1933 tog sonen Erik Söderberg över företaget, som på 1940-talet inklusive filialerna i Lövstabruk och Örbyhus hade uppemot 600 anställda. 1958 försattes dock företaget i konkurs.
Vid sidan av sin verksamt som fabrikör var Söderberg en talangfull målare och han utvecklade sitt konstnärskap genom studier i utlandet. Söderberg är representerad vid Uppsala universitet med porträtten av professor E.W. Swedelius och professor S Boëthius.
Söderberg var gift med Elin Söderberg (1861-1933).